# Антуновац
Антуновац (хорв. Antunovac) — община и населённый пункт в Хорватии.
Община Антуновац находится в восточной части Хорватии в Осиецко-Бараньской жупании. Община располагается в 7,9 км от города Осиек.
Во время начала Войны в Хорватии (1991-1995) был занят силами республики Сербская Краина.

## География
В состав общины входят следующие населённые пункты (данные о населении на 2001 год):
- Антуновац — 2 283 чел.
- Ивановац — 1 276 чел.

## Демография
Население общины составляет 3 559 человек по переписи 2001 года. Национальный состав выглядит следующим образом:
- 93,99 % хорваты
- 2,61 % сербы
- 1,4 % венгры
- 0,34 % немцы
- 0,2 % словенцы

## Достопримечательности
- Церковь святой Розалии в Ивановаце
- Церковь святого Антония в Антуноваце
- Стены средневекового венгерского замка